# Ałmaz Askarow
Ałmaz Emilowicz Askarow (kirg. Алмаз Эмилович Аскаров; ur. 16 marca 1973) – kirgiski zapaśnik w stylu wolnym. Olimpijczyk z Sydney 2000, gdzie zajął ósme miejsce w kategorii do 69 kg.
Czterokrotny uczestnik Mistrzostw Świata; ósmy w 1999. Piąty na Igrzyskach Azjatyckich z 1998 i dziesiąty w 2002 roku. Brązowy medalista Igrzysk Centralnej Azji w 1995. Cztery występy w Mistrzostwach Azji, brązowy medal w 1997 roku.